# Chad Gibson
Chad Gibson (Sydney, 19 maggio 1976) è un ex calciatore australiano, di ruolo difensore.

## Carriera

### Club
Gibson vestì le maglie di St. George Saints, Sydney United e Marconi Stallions, prima di passare ai norvegesi del Bodø/Glimt. Esordì nella Tippeligaen il 22 aprile 2001, subentrando a Tom Kåre Staurvik nel pareggio per 1-1 contro l'Odd Grenland.
Tornò poi ai Marconi Stallions e in seguito giocò per i Bankstown City Lions, per il Queensland Roar, per i Blacktown City Demons e per gli Stanmore Hawks. Conta 166 presenze e 13 reti nella A-League.